# Floyd Mayweather, Jr.
Floyd Mayweather Jr. est un boxeur américain né le 24 février 1977 à Grand Rapids dans le Michigan. Surnommé Pretty Boy, il est reconnu comme l’un des meilleurs pugilistes de tous les temps, étant demeuré invaincu en plus de 20 ans de carrière professionnelle et 50 combats, mais aussi grâce à ses nombreux titres de champion du monde obtenus dans cinq catégories de poids différentes. Il revient de retraite en 2017 pour un combat contre la star de MMA Conor McGregor, puis remet un terme à sa carrière professionnelle le 27 août 2017. Il a été élu meilleur boxeur de l'année par Ring Magazine en 1998 et 2007, puis boxeur de la décennie 2010-2019. Il fait partie du cercle très restreint des athlètes ayant gagné un milliard de dollars durant leur carrière, avec Cristiano Ronaldo, Michael Jordan, Tiger Woods, Lebron James et Roger Federer.

## Carrière
Floyd Mayweather, Jr., dont le père homonyme fut également boxeur professionnel en poids moyens, a la particularité d'avoir été six fois champion du monde dans cinq catégories de poids différentes. Seuls Oscar de la Hoya et Manny Pacquiao ont fait mieux. Dans la famille Mayweather, on trouve un oncle champion du monde, Roger Mayweather.
Avant de passer professionnel, Floyd disposait d’une grande expérience en amateur avec un palmarès de 84 victoires contre 6 défaites et 3 victoires aux Golden Gloves entre 1993 et 1996 et une médaille de bronze aux Jeux olympiques d'Atlanta en 1996 dans la catégorie poids plumes.
Il reçoit le surnom de Pretty Boy par ses partenaires de l’équipe américaine de boxe amateur, parce qu'à l’époque il est peu atteint et meurtri par les coups. Ceci est dû à sa grande capacité à défendre, héritage d’un énorme travail entrepris avec son père et son oncle. En effet, il utilise une attitude de vrai droitier avec de larges mouvements de buste, et très souvent en garde dite « latérale et inversée ».
Son combat contre Oscar de la Hoya en mai 2007 lui a permis de décrocher la ceinture WBC des super welters après un combat très disputé. Auparavant, il s'était illustré dans les catégories des super-plumes, légers, super-légers et welters.
Quatre mois plus tard, il participe à la cinquième saison de Dancing with the Stars aux États-Unis. Il se fera éliminer au bout de quatre semaines de compétition.
Le 8 décembre 2007, Floyd Mayweather défend sa ceinture des poids welters WBC et bat l'anglais Ricky Hatton, à Las Vegas par KO à la 10e reprise. Hatton est d'abord compté 8 après avoir encaissé un lourd crochet du gauche puis se relève difficilement avant de s'écrouler en chancelant à reculons sous une seconde série de coups rapides au visage interrompue par l'arbitre Joe Cortez après 1 min 35 s. Ricky Hatton était largement dominé techniquement dans l'échange depuis la mi-combat et très nettement mené aux points malgré une entame de combat en sa faveur (jusqu'au 3e round, où il est sévèrement touché à l'arcade droite). Le pointage des juges avant l'arrêt était de 89-81 sur deux bulletins et 88-82 sur le troisième en faveur de Mayweather, avec sur la Compubox, 129 touches sur 329 coups portés contre seulement 63 sur 372 en faveur de Hatton,.
Après le combat, Mayweather a rendu hommage à Hatton en le désignant comme l'un des plus coriaces combattants qu'il ait jamais rencontrés, indiquant qu'il n'avait jamais renoncé à aller encore et toujours de l'avant. Alors qu'il se retire provisoirement de la boxe, Mayweather demeure invaincu après 39 combats et confirme son statut de boxeur le plus en vue de sa génération depuis son premier titre en 1998. Il a remporté 18 championnats du monde dans cinq catégories de poids différentes.

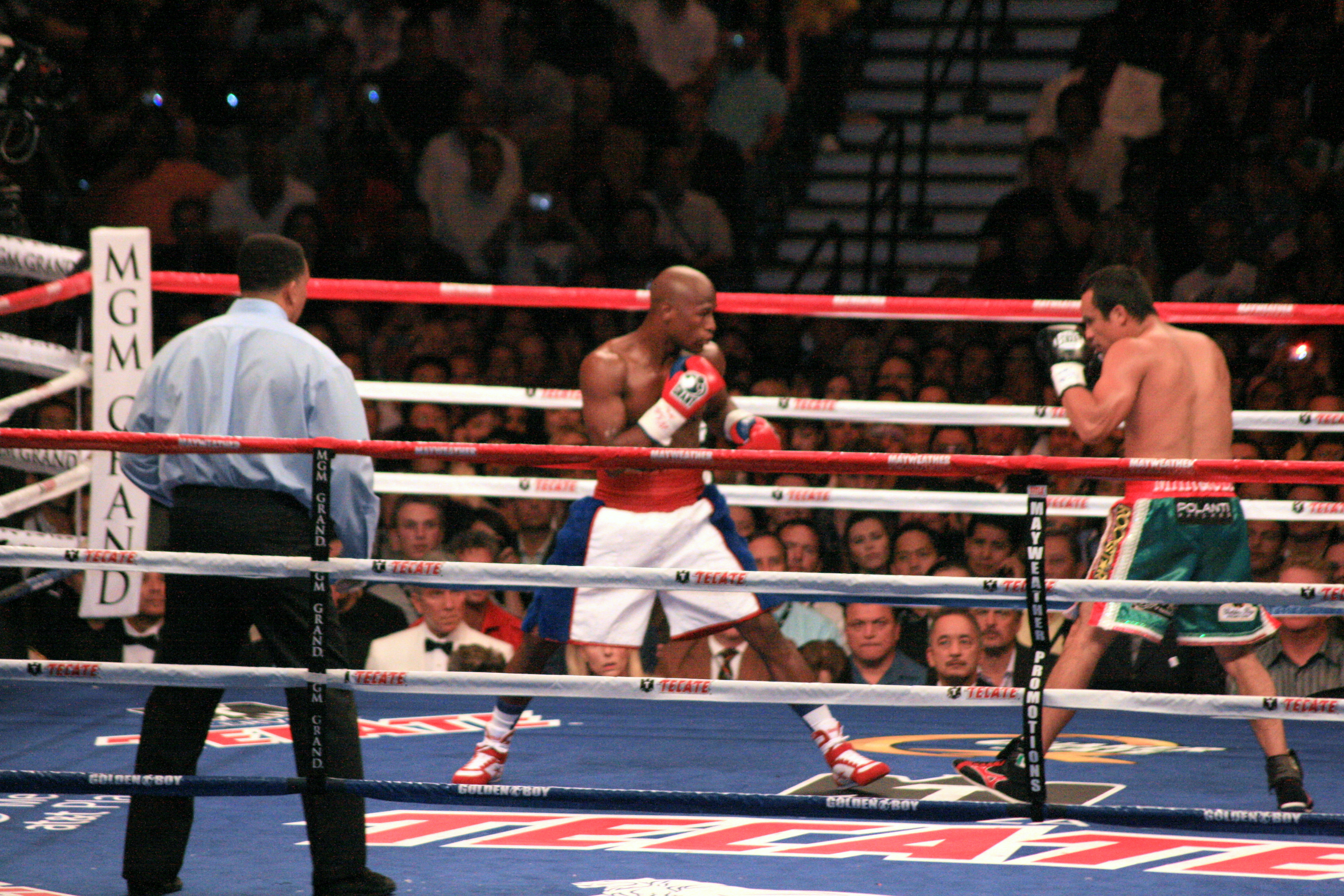
Floyd Mayweather, Jr. (en short blanc) lors de son combat face à Juan Manuel Márquez en 2009.

Le 3 mai 2009, à l'occasion du combat opposant Manny Pacquiao à Ricky Hatton, Mayweather annonce son retour sur les rings. À 32 ans, Mayweather affronte le Mexicain Juan Manuel Márquez au MGM Grand de Las Vegas le 19 septembre 2009 et l'emporte aux points par décision unanime. À la suite des négociations infructueuses pour monter un combat contre Manny Pacquiao au MGM Grand de Las Vegas le 13 mars suivant, Floyd Mayweather opte finalement pour un combat sans titre en jeu face à Shane Mosley. Il s'impose aux points le 1er mai 2010 à l'unanimité des juges.

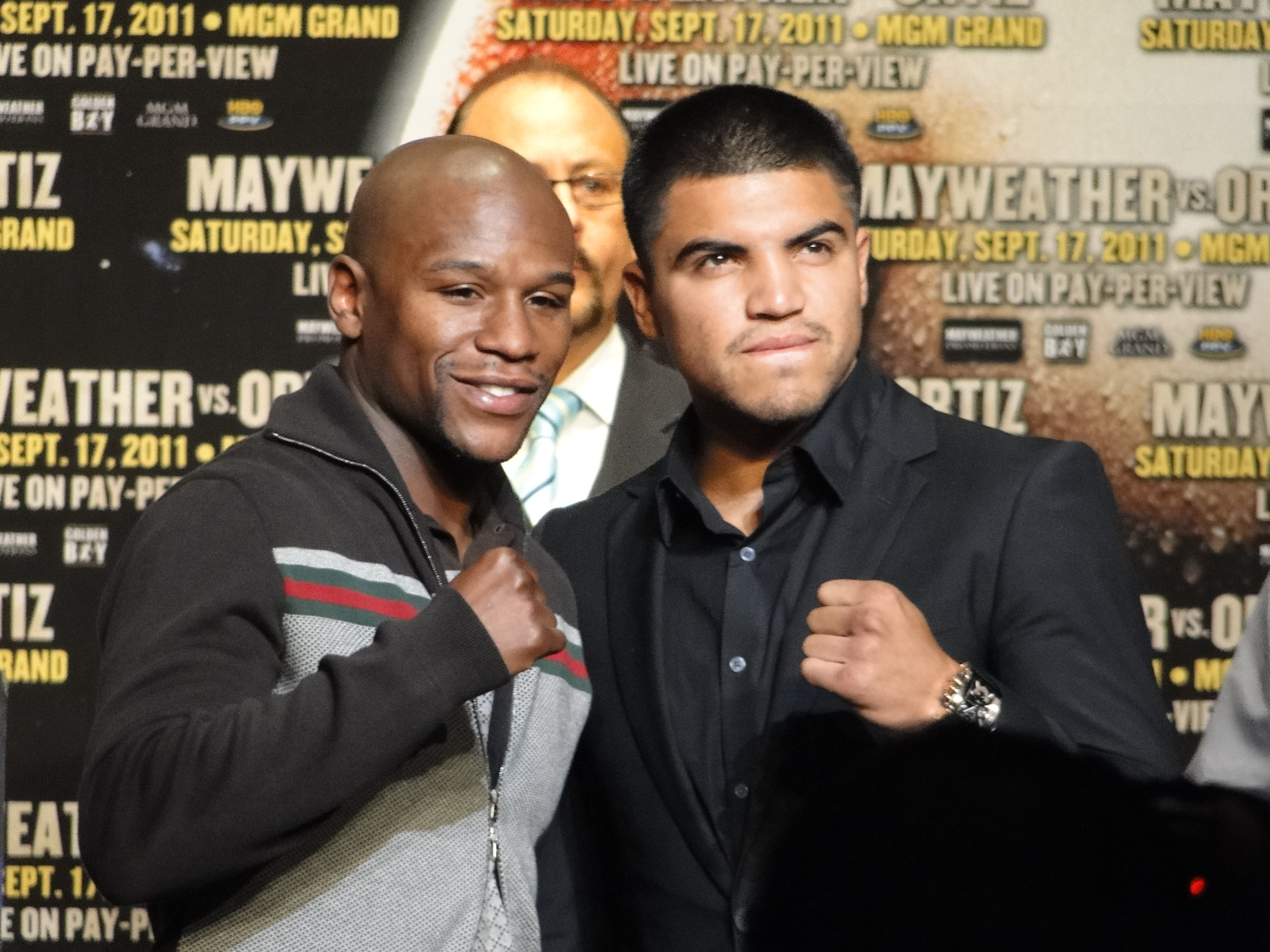
Mayweather (à gauche) à côté de Victor Ortiz lors d'une conférence de presse en 2011.

Le 17 septembre 2011, il combat à nouveau pour un titre de champion du monde en affrontant Victor Ortiz pour la ceinture WBC des poids welters. Une polémique naîtra du déroulement du combat : l'arbitre Joe Cortez ôtera un point à Ortiz pour coup de tête, mais alors que ce dernier multipliait les excuses à l'encontre de Floyd et ne s'était pas mis en garde, Mayweather en profitait pour le frapper et le mettre KO. Certains estiment que Mayweather n'a pas fait preuve de sportivité, d'autres que l'arbitre avait relancé le combat et qu'Ortiz s'était déjà excusé plusieurs fois. Avec cette victoire, Mayweather remporte une nouvelle ceinture mondiale, à l'âge de 34 ans, et reste invaincu.
Il en fait de même le 5 mai 2012 au MGM Grand de Las Vegas en s'emparant de la ceinture WBA des super-welters du Porto-Ricain Miguel Angel Cotto après un succès aux points à l'unanimité des juges.
Le 20 février 2013, Floyd Mayweather et Showtime PPV signent un accord pouvant aller jusqu'à 6 combats sur une période de 30 mois. Le boxeur américain pourrait alors toucher au terme de ce contrat 200 millions de dollars auxquels viendraient s'ajouter les revenus des ventes en pay-per-view. En additionnant cette variable, son salaire pourrait atteindre 275 millions de dollars. Mayweather affronte ainsi Robert Guerrero le 4 mai 2013 à Las Vegas et conserve sa ceinture WBC des poids welters en s'imposant nettement aux points.
Le 14 septembre 2013, il affronte Saúl Álvarez, un boxeur 13 ans plus jeune que lui, dans le cadre du championnat du monde WBC et WBA des supers-welters. Floyd Mayweather, Jr. gagne le combat sur décision majoritaire : deux juges donnent gagnant Floyd Mayweather, Jr. et un troisième donne un match nul. À l'issue de ce combat, il porte son nombre de victoires à 45, sans aucune défaite, et remporte les ceintures WBC et WBA. Le combat lui rapporte au minimum 41 millions de dollars en paiement à la séance.
Le 3 mai 2014, le champion affronte l'argentin Marcos Rene Maidana, pour la ceinture de champion WBA. Il l'emporte par décision majoritaire des juges et réunit ces deux ceintures. Cette victoire reste controversée, Maidana demande publiquement une revanche qui a lieu le 13 septembre 2014. Mayweather remporte le combat par décision unanime des juges.
Le 20 février 2015, la tenue du très attendu combat entre Floyd Mayweather, Jr. et Manny Pacquiao est annoncée ; celui-ci a lieu le 2 mai 2015 à Las Vegas. Mayweather, d'une plus grande précision et boxant efficacement en contre, l'emporte par décision unanime des juges (118-110, 116-112, 116-112) et ravit la ceinture de champion WBO. Malgré ce succès, une polémique éclate autour d'une blessure présumée à l'épaule de Pacquiao. Le 12 septembre 2015, Mayweather dispute ce qu'il annonce être son dernier combat contre son compatriote Andre Berto et remporte le combat par décision unanime.
Le 14 juin 2017, Floyd Mayweather sort de sa retraite pour annoncer un combat contre la star de MMA Conor McGregor. Le combat se déroule le 26 août 2017 à Las Vegas : il s'impose après l'arrêt de l'arbitre au 10e round à la suite d'un enchaînement de frappes.
Le 31 décembre 2018, Mayweather effectue un match exhibition contre Tenshin Nasukawa, un champion de kickboxing japonais. Le combat n'aura duré que 2 minutes à la suite de l'abandon du boxeur japonais.

### World Wrestling Entertainment (2008-2009)

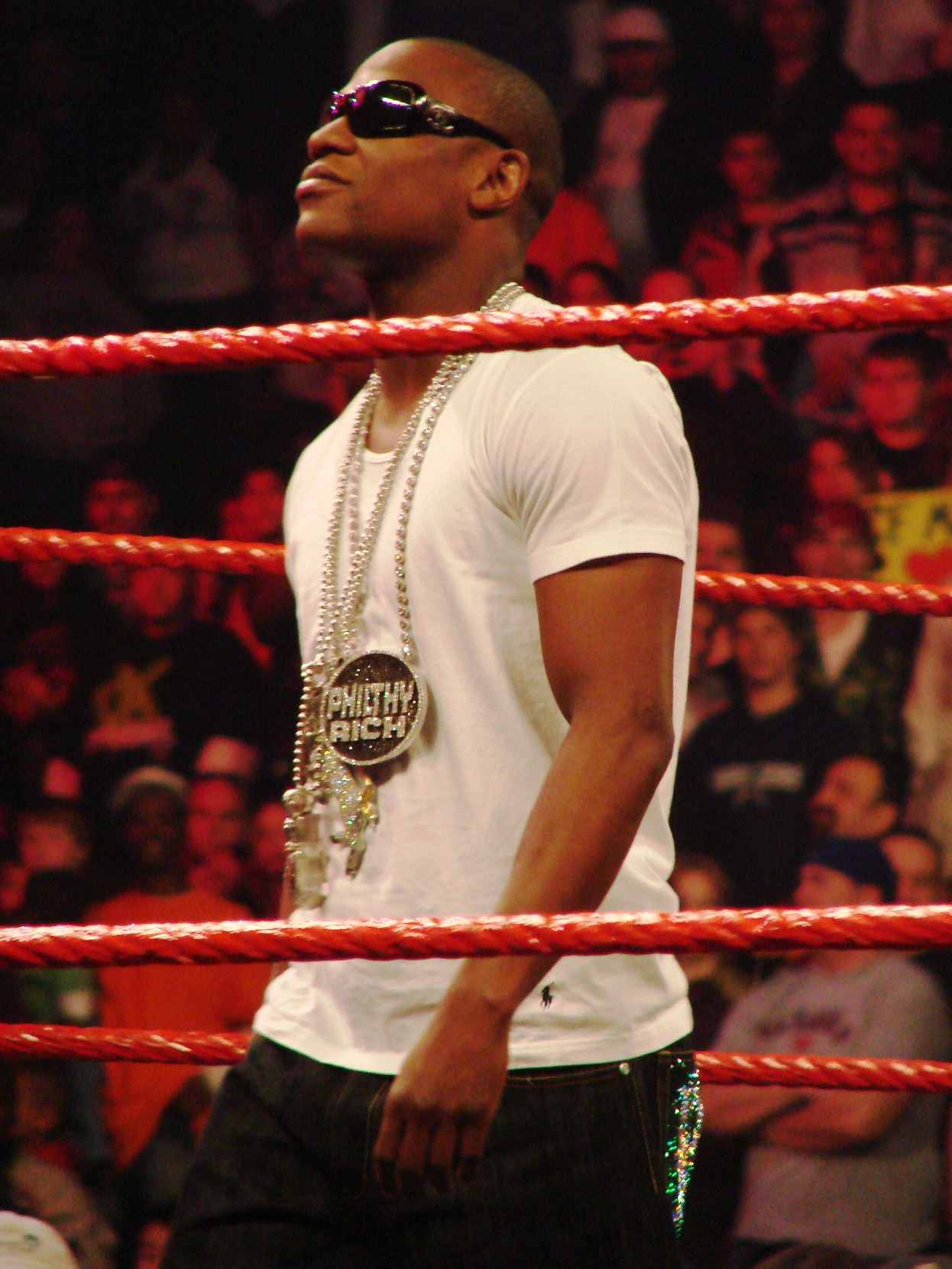
Floyd Mayweather dans un ring de la WWE en 2008.

Le 17 février 2008, il fait une apparition au show pay-per-view No Way Out 2008 de la WWE. Alors que le Big Show dominait Rey Mysterio, Floyd monte sur le ring défendre le luchador mexicain en narguant tout d'abord le géant avant de lui infliger quelques coups de poing et de s'enfuir rapidement. Le Big Show a quant à lui eu le nez fracturé à la suite des coups de Floyd. Le lendemain, il apparait lors de Raw. Le Big Show voulait s'excuser et lui tendant la main et en disant que la bagarre était du passé. Floyd lui serre la main mais le géant lui propose alors de se battre en un contre un sur le ring de la WWE.
Floyd retourne sur le ring et annonce qu'il accepte de relever le défi.
Le 25 février, au cours de la conférence de presse de WrestleMania XXIV au Staples Center de Los Angeles, leur combat est confirmé ainsi que le montant que le boxeur américain touchera pour monter sur le ring : 20 millions de dollars. Le 10 mars, lors de la pesée des deux combattants, Big Show fait venir ses amis catcheurs de la division RAW. Quand Floyd Mayweather s'apprête à quitter le ring, Big Show le projette par-dessus la troisième corde. Floyd s'en tire avec une petite blessure au bras.
Le 30 mars, à WrestleMania XXIV, dans le cadre d'un No Disqualification match, le Big Show entame son travail de démolition. Floyd est tiré du ring par ses gardes du corps mais le géant les détruit tous et remet Floyd sur le ring pour lui infliger d'autres coups. Mais Floyd s'empare d'une chaise qu'un de ses gardes du corps a prise pour taper sur le Big Show. Celui-ci la saisit et la jette à terre avant que Money ne la ramasse et lui inflige plusieurs coups. À l'aide d'un coup de poing américain, il portera le coup fatal au Big Show qui ne se relèvera pas pendant le décompte des 10 secondes. Ainsi Floyd gagne le combat.
Le 24 août 2009, Mayweather est de retour à la WWE en tant que manageur général spécial de Raw. Ne pouvant combattre le Big Show lors de cette soirée car il devait se préserver en prévision d'un combat de boxe, il donne une chance à MVP et Mark Henry de gagner le titre de champions du monde par équipes face à ce même Big Show et Chris Jericho. MVP et Mark Henry dominent les champions, ce qui leur permet d'obtenir un match de championnat au prochain pay-per-view Breaking Point 2009.

## Liste des combats professionnels
| 50 combats      | 50 victoires | 0 défaites |
| Avant la limite | 27           | 0          |
| Sur décision    | 23           | 0          |

| Décision possible : KO • TKO (KO technique) • UD (décision aux points unanime) • MD (décision aux points majoritaire) • SD (décision aux points partagée) • D (match nul) • NC (sans décision) • RTD (abandon) |        |                     |      |               |                   |                              |                                                                            |
| Résultat | Record | Adversaire          | Type | Round         | Date              | Lieu                         | Notes                                                                      |
| Victoire | 50-0   | Conor McGregor      | TKO  | 10 (12), 1:57 | 26 août 2017      | Las Vegas, Nevada            | Titre Money Belt WBC                                                       |
| Victoire | 49-0   | Andre Berto         | UD   | 12            | 12 septembre 2015 | Las Vegas, Nevada            | Titres WBA et WBC des poids welters en jeu.                                |
| Victoire | 48-0   | Manny Pacquiao      | UD   | 12            | 2 mai 2015        | Las Vegas, Nevada            | Titres WBA, WBC et WBO des poids welters en jeu.                           |
| Victoire | 47-0   | Marcos Rene Maidana | UD   | 12            | 14 septembre 2014 | Las Vegas, Nevada            | Titres WBA et WBC des poids welters et WBC des poids super-welters en jeu. |
| Victoire | 46-0   | Marcos Rene Maidana | MD   | 12            | 3 mai 2014        | Las Vegas, Nevada            | Titres WBA et WBC des poids welters en jeu.                                |
| Victoire | 45-0   | Saúl Álvarez        | MD   | 12            | 14 septembre 2013 | Las Vegas, Nevada            | Titres WBA et WBC des poids super-welters en jeu.                          |
| Victoire | 44-0   | Robert Guerrero     | UD   | 12            | 4 mai 2013        | Las Vegas, Nevada            | Titre WBC des poids welters en jeu.                                        |
| Victoire | 43-0   | Miguel Cotto        | UD   | 12            | 5 mai 2012        | Las Vegas, Nevada            | Titre WBA des poids super-welters en jeu.                                  |
| Victoire | 42-0   | Victor Ortiz        | KO   | 4 (12), 2:59  | 17 septembre 2011 | Las Vegas, Nevada            | Titre WBC des poids welters en jeu.                                        |
| Victoire | 41-0   | Shane Mosley        | UD   | 12            | 1er mai 2010      | Las Vegas, Nevada            |                                                                            |
| Victoire | 40-0   | Juan Manuel Márquez | UD   | 12            | 19 septembre 2009 | Las Vegas, Nevada            |                                                                            |
| Victoire | 39-0   | Ricky Hatton        | TKO  | 10 (12), 1:35 | 8 décembre 2007   | Las Vegas, Nevada            | Titre WBC des poids welters en jeu.                                        |
| Victoire | 38-0   | Oscar de la Hoya    | SD   | 12            | 5 mai 2007        | Las Vegas, Nevada            | Titre WBC des poids super-welters en jeu.                                  |
| Victoire | 37-0   | Carlos Baldomir     | UD   | 12            | 4 novembre 2006   | Las Vegas, Nevada            | Titre WBC des poids welters en jeu.                                        |
| Victoire | 36-0   | Zab Judah           | UD   | 12            | 8 avril 2006      | Las Vegas, Nevada            | Titre IBF des poids welters en jeu.                                        |
| Victoire | 35-0   | Sharmba Mitchell    | TKO  | 6 (12), 2:06  | 19 novembre 2005  | Portland, Oregon             |                                                                            |
| Victoire | 34-0   | Arturo Gatti        | RTD  | 6 (12), 3:00  | 25 juin 2005      | Atlantic City, New Jersey    | Titre WBC des poids super-légers en jeu.                                   |
| Victoire | 33-0   | Henry Bruseles      | TKO  | 8 (12), 2:55  | 22 janvier 2005   | Miami, Floride               |                                                                            |
| Victoire | 32-0   | DeMarcus Corley     | UD   | 12            | 22 mai 2004       | Atlantic City, New Jersey    |                                                                            |
| Victoire | 31-0   | Phillip N'dou       | TKO  | 7 (12), 1:08  | 1er novembre 2003 | Grand Rapids, Michigan       | Titre WBC des poids légers en jeu.                                         |
| Victoire | 30-0   | Victoriano Sosa     | UD   | 12            | 19 avril 2003     | Fresno, Californie           | Titre WBC des poids légers en jeu.                                         |
| Victoire | 29-0   | José Luis Castillo  | UD   | 12            | 7 décembre 2002   | Las Vegas, Nevada            | Titre WBC des poids légers en jeu.                                         |
| Victoire | 28-0   | José Luis Castillo  | UD   | 12            | 20 avril 2002     | Las Vegas, Nevada            | Titre WBC des poids légers en jeu.                                         |
| Victoire | 27-0   | Jesús Chávez        | RTD  | 9 (12), 3:00  | 10 novembre 2001  | San Francisco, Californie    | Titre WBC des poids super-plumes en jeu.                                   |
| Victoire | 26-0   | Carlos Hernández    | UD   | 12            | 26 mai 2001       | Grand Rapids, Michigan       | Titre WBC des poids super-plumes en jeu.                                   |
| Victoire | 25-0   | Diego Corrales      | TKO  | 10 (12), 2:19 | 20 janvier 2001   | Las Vegas, Nevada            | Titre WBC des poids super-plumes en jeu.                                   |
| Victoire | 24-0   | Emanuel Augustus    | TKO  | 9 (10), 1:06  | 21 octobre 2000   | Détroit, Michigan            |                                                                            |
| Victoire | 23-0   | Gregorio Vargas     | UD   | 12            | 18 mars 2000      | Las Vegas, Nevada            | Titre WBC des poids super-plumes en jeu.                                   |
| Victoire | 22-0   | Carlos Gerena       | RTD  | 7 (12), 3:00  | 11 septembre 1999 | Las Vegas, Nevada            | Titre WBC des poids super-plumes en jeu.                                   |
| Victoire | 21-0   | Justin Juuko        | KO   | 9 (12), 1:20  | 22 mai 1999       | Las Vegas, Nevada            | Titre WBC des poids super-plumes en jeu.                                   |
| Victoire | 20-0   | Carlos Rios         | UD   | 12            | 17 février 1999   | Grand Rapids, Michigan       | Titre WBC des poids super-plumes en jeu.                                   |
| Victoire | 19-0   | Angel Manfredy      | TKO  | 2 (12), 2:47  | 19 décembre 1998  | Miami, Floride               | Titre WBC des poids super-plumes en jeu.                                   |
| Victoire | 18-0   | Genaro Hernández    | RTD  | 8 (12), 3:00  | 3 octobre 1998    | Las Vegas, Nevada            | Titre WBC des poids super-plumes en jeu.                                   |
| Victoire | 17-0   | Tony Pep            | UD   | 10            | 14 juin 1998      | Atlantic City, New Jersey    |                                                                            |
| Victoire | 16-0   | Gustavo Cuello      | UD   | 10            | 18 avril 1998     | Los Angeles, Californie      |                                                                            |
| Victoire | 15-0   | Miguel Melo         | TKO  | 3 (10), 2:30  | 23 mars 1998      | Mashantucket, Connecticut    |                                                                            |
| Victoire | 14-0   | Sam Girard          | TKO  | 2 (10), 2:47  | 28 février 1998   | Atlantic City, New Jersey    |                                                                            |
| Victoire | 13-0   | Hector Arroyo       | TKO  | 5 (10), 1:21  | 9 janvier 1998    | Biloxi, Mississippi          |                                                                            |
| Victoire | 12-0   | Angelo Nuñez        | TKO  | 3 (8), 2:42   | 20 novembre 1997  | Los Angeles, Californie      |                                                                            |
| Victoire | 11-0   | Felipe Garcia       | KO   | 6 (8), 2:56   | 14 octobre 1997   | Boise, Idaho                 |                                                                            |
| Victoire | 10-0   | Louie Leija         | TKO  | 2 (10), 2:33  | 6 septembre 1997  | El Paso, Texas               |                                                                            |
| Victoire | 9-0    | Jesús Chávez        | TKO  | 5 (6), 2:02   | 12 juillet 1997   | Biloxi, Mississippi          |                                                                            |
| Victoire | 8-0    | Larry O'Shields     | UD   | 6             | 14 juin 1997      | San Antonio, Texas           |                                                                            |
| Victoire | 7-0    | Tony Duran          | TKO  | 1 (6), 1:12   | 9 mai 1997        | Las Vegas, Nevada            |                                                                            |
| Victoire | 6-0    | Bobby Giepert       | KO   | 1 (6), 1:30   | 12 avril 1997     | Las Vegas, Nevada            |                                                                            |
| Victoire | 5-0    | Kino Rodriguez      | TKO  | 1 (6), 1:44   | 12 mars 1997      | Walker, Michigan             |                                                                            |
| Victoire | 4-0    | Edgar Ayala         | TKO  | 2 (4), 1:39   | 1er février 1997  | Chula Vista, Californie      |                                                                            |
| Victoire | 3-0    | Jerry Cooper        | TKO  | 1 (4), 1:39   | 18 janvier 1997   | Las Vegas, Nevada            |                                                                            |
| Victoire | 2-0    | Reggie Sanders      | UD   | 4             | 30 novembre 1996  | Albuquerque, Nouveau-Mexique |                                                                            |
| Victoire | 1-0    | Roberto Apodaca     | TKO  | 2 (4), 0:37   | 11 octobre 1996   | Las Vegas, Nevada            |                                                                            |

## Titres professionnels en boxe anglaise
- Champion des poids super-plumes de la WBC
- Champion des poids légers de la WBC
- Champion des poids super-légers de la WBC
- Champion des poids welters de la WBC
- Champion des poids super-welters de la WBC
- Champion du Money Belt de la WBC
- Champion des poids welters de la IBF
- Champion des poids super-welters de la WBA
- Champion des poids welters de la WBO
- Champion des poids welters de la WBA

## Style de boxe
Floyd Mayweather est un boxeur au style très spectaculaire dans sa façon de boxer, capable de prouesses techniques hors normes. Ses entrées sur le ring sont accompagnées quelquefois de mises en scène excentriques et de tenues vestimentaires originales. Sa façon de combattre est très riche techniquement, très calculée et agressive. Ses coups partent avec une vitesse fulgurante et sa précision les rend très efficaces. C'est ainsi qu'il met au tapis nombre de ses adversaires.
Ses attaques et contre-attaques sont portées au bon moment et avec grande précision. Il conclut ses combats le plus souvent par des crochets à mi-distance très puissants[réf. nécessaire].
Il en est de même pour sa défense. Mayweather s'appuie principalement sur sa forte capacité à esquiver sur place et à se dérober par des pas de retrait et de côté, préférant cette forme de défense à des blocages. Son excellente mobilité (jeu de jambes) constitue une de ses forces. Du côté de ses qualités physiques, il fait preuve d’aptitudes exceptionnelles en matière d’endurance et de vitesse d'exécution.

## Distinctions
- Boxeur de l'année en 1998 et 2007 par Ring Magazine.
- Boxeur de la décennie 2010-2019 par Ring Magazine.
- Mayweather est membre de l'International Boxing Hall of Fame depuis 2021.